# Llewellyn Alston
Llewilyn Arthur Augustus Alston, britanski general, * 1890, † 1968.